# Vol. 3... Life and Times of S. Carter
In My Lifetime Vol. 3... Life and Times of S. Carter é o quarto álbum de estúdio do rapper norte-americano Jay-Z, lançado 28 de Dezembro de 1999 pela Roc-A-Fella Records. Ele apresenta um retorno ao som de rua de seu álbum de estreia, Reasonable Doubt em 1996. A produção para o álbum foi tratada por diversos produtores de hip hop, incluindo Swizz Beatz, Timbaland, K-Rob, DJ Premier, Rockwilder, DJ Clue, e Irv Gotti.
O álbum estreou no número na Billboard 200 dos Estados Unidos, vendendo 462.000 cópias em sua primeira semana. Foi um sucesso comercial significativo, vendendo dois milhões de cópias no seu primeiro mês de lançamento. Após o seu lançamento, In My Lifetime Vol. 3... Life and Times of S. Carter recebeu críticas positivas dos críticos de música. Em 14 de Fevereiro de 2001, o álbum foi certificado platina tripla pela Recording Industry Association of America, após transferências superiores a 3 milhões nos Estados Unidos. É um dos mais vendidos de Jay-Z, com 3.095.000 cópias vendidas.

## Faixas
| #   | Canção                                                        | Produtor(es)                                          | Duração        |
| --- | ------------------------------------------------------------- | ----------------------------------------------------- | -------------- |
| 1   | "Hova Song" (Intro)                                           | K-Rob                                                 | 2:21           |
| 2   | "So Ghetto"                                                   | DJ Premier                                            | 4:01           |
| 3   | "Do It Again (Put Ya Hands Up)" (feat. Beanie Sigel & Amil)   | Rockwilder                                            | 4:39           |
| 4   | "Dope Man"                                                    | DJ Clue, Darrell Branch, Ken Ifill, Lance Rivera (co) | 4:03           |
| 5   | "Things That U Do" (feat. Mariah Carey)                       | Swizz Beatz                                           | 4:52           |
| 6   | "It's Hot (Some Like It Hot)"                                 | Timbaland                                             | 4:16           |
| 7   | "Snoopy Track" (feat. Juvenile)                               | Timbaland                                             | 4:01           |
| 8   | "S. Carter" (feat. Amil)                                      | Russell Howard, Sean Francis, Chauncey Mahan (co)     | 4:14           |
| 9   | "Pop 4 Roc" (feat. Beanie Sigel, Memphis Bleek & Amil)        | DJ Clue, Ken Ifill                                    | 4:36           |
| 10  | "Watch Me" (feat. Dr. Dre)                                    | Irv Gotti and Lil Rob                                 | 4:34           |
| 11  | "Big Pimpin'" (feat. UGK)                                     | Timbaland                                             | 4:44           |
| 12  | "There's Been a Murder"                                       | Russell Howard, Sean Francis, Chauncey Mahan (co)     | 3:39           |
| 13  | "Come and Get Me"                                             | Timbaland                                             | 6:09           |
| 14  | "NYMP"                                                        | Rockwilder                                            | 4:03           |
| 15  | "Hova Song" (Outro) - "Jigga My Nigga" - "Girl's Best Friend" | K-Rob Swizz Beatz                                     | 1:26 5:23 3:59 |
| 16* | "Anything"                                                    | Sam Sneed                                             | 4:45           |